# Xã Polk, Quận Benton, Iowa
Xã Polk (tiếng Anh: Polk Township) là một xã thuộc quận Benton, tiểu bang Iowa, Hoa Kỳ. Năm 2010, dân số của xã này là 2.302 người.